# Mikel Zarrabeitia
Mikel Zarrabeitia Uranga (Chapela, 14 mei 1970) is een voormalig Spaans wielrenner.

## Belangrijkste overwinningen
1992
- Eindklassement Ronde van Rioja

1997
- Clasica Primavera
- Eindklassement Ronde van Aragón

2001
- 1e etappe Euskal Bizikleta

2002
- 4e etappe deel b Euskal Bizikleta
- Eindklassement Euskal Bizikleta
- Prueba Villafranca de Ordizia

## Resultaten in voornaamste wedstrijden
| Jaar | Ronde van Italië | Ronde van Frankrijk | Ronde van Spanje |
| ---- | ---------------- | ------------------- | ---------------- |
| 1992 |                  |                     |                  |
| 1993 |                  |                     | 12e              |
| 1994 |                  |                     | ↑                |
| 1996 |                  |                     | 31e              |
| 1997 |                  | opgave              | 40e              |
| 1998 |                  |                     | 36e              |
| 1999 | 29e              |                     | 11e              |
| 2000 |                  |                     | opgave           |
| 2001 |                  |                     | 25e              |
| 2002 |                  |                     | 21e              |

| Jaar | Milaan-San Remo | Luik-Bast.‑Luik | Ronde van Lombardije |
| ---- | --------------- | --------------- | -------------------- |
| 1992 | 31e             |                 |                      |
| 1993 | 62e             |                 |                      |
| 1994 | 73e             |                 |                      |
| 1996 |                 |                 |                      |
| 1997 | 34e             |                 |                      |
| 1998 | 40e             | 54e             |                      |
| 1999 |                 |                 |                      |
| 2000 | 45e             | 71e             |                      |
| 2001 | 123e            | 18e             | 42e                  |
| 2002 | 161e            |                 |                      |